# ذكريات (كتاب)
ذكريات هو كتاب مذكرات وسيرة ذاتية كتبته سينيد أوكونور. تم نشره في تاريخ 1 يونيو عام 2021  بواسطة ساندي كوف (الاسم بالإنجليزية : Sandycove) التي تتبع دار بنجوين للنشر.